# Live Life Loud
Live Life Loud è il sesto album degli Hawk Nelson, pubblicato il 22 settembre 2009.
Nel libretto accluso all'album vi sono contenuti 3D e l'album contiene un paio di occhialini 3D.

## Tracce
1. Live Life Loud - 2:57
2. Never Enough - 2:57
3. Eggshells (feat TobyMac) - 3:25
4. The Meaning of Life - 3:47
5. Alive  	Hawk Nelson, - 3:22
6. Ode to Lord Stanley - 1:55
7. Long Ago - 3:25
8. The Job - 2:54
9. Shaken - 3:45
10. Lest We Forget - 4:46
11. Tis So Sweet - 4:05
12. The Final Toast - 5:01

Edizione speciale bonus track	
- 13 - "Live Life Loud" (Acoustic) - ?  Hawk Nelson Live Life Loud Album Lyrics.

## Formazione della band
- Jason Dunn - voce
- Daniel Biro - basso e cori
- Jonathan Steingard - chitarra e cori
- Justin Benner - batteria